# O Land of Beauty!
O Land of Beauty! è l'inno nazionale di Saint Kitts e Nevis. Il brano è in lingua inglese ed è stato scritto e composto da Kenrick Georges e adottato come inno nel 1983.

## Testo
O Land of Beauty!
Our country where peace abounds,
Thy children stand free
On the strength of will and love.
With God in all our struggles,
Saint Kitts and Nevis be
A nation bound together,
With a common destiny.
As stalwarts we stand
For justice and liberty.
With wisdom and truth
We will serve and honour thee.
No sword nor spear can conquer
For God will sure defend.
His blessings shall forever
To posterity extend.

## Traduzione
O Terra di bellezza!
Paese nostro dove abbonda la pace,
I tuoi figli resistono liberi
Nella forza di volontà e nell'amore.
Con Dio in tutte le nostre lotte,
Siamo Saint Kitts e Nevis 
Una nazione legata insieme,
Con un destino comune.
Come sostenitori ci troviamo
Per la giustizia e la libertà.
Con la saggezza e la verità
Noi ti serviamo e ti onoriamo.
Né spada né lancia possono conquistarci
Per Dio di sicuro ci difenderemo.
Le Sue benedizioni si devono sempre
Estendere ai posteri.